# Dombrot-sur-Vair
Dombrot-sur-Vair è un comune francese di 242 abitanti situato nel dipartimento dei Vosgi nella regione del Grand Est.

## Società

### Evoluzione demografica
Abitanti censiti